# اوین دویل
اوین دویل (انگلیسی: Eoin Doyle؛ زادهٔ ۱۲ مارس ۱۹۸۸) بازیکن فوتبال اهل جمهوری ایرلند است.
از باشگاه‌هایی که در آن بازی کرده‌است می‌توان به باشگاه فوتبال اسلایگو راورز، باشگاه فوتبال چسترفیلد، باشگاه فوتبال پرستون نورث اند، باشگاه فوتبال شامروک روورز، باشگاه فوتبال کاردیف سیتی، و باشگاه فوتبال هیبرنین اشاره کرد.